# Fuerzas Armadas argentinas

Escarapela, distintivo comúnmente utilizado por las Fuerzas Armadas Argentinas

Las Fuerzas Armadas Argentinas constituyen el instrumento militar para la defensa nacional de la Argentina. Las Fuerzas Armadas son exclusivamente el Ejército, la Armada y la Fuerza Aérea. Además de la defensa nacional, participan con apoyo a la comunidad en situaciones de emergencia, el despliegue de tropas en operaciones de mantenimiento de la paz bajo mandato de ONU y el apoyo logístico y de transporte a la presencia argentina en la Antártida.
El presidente de la Nación es el comandante en jefe de las Fuerzas Armadas y le compete la conducción del instrumento militar, conforme a las atribuciones conferidas por el Artículo 99 de la Constitución Argentina.
Desde 2006 el accionar de la defensa se hallaba restringido a agresiones externas por fuerzas armadas de otro Estado. Aunque la legislación permite el empleo subsidiario de elementos militares en apoyo a la seguridad interior, el restablecimiento del orden en jurisdicción militar, o el restablecimiento del orden en el ámbito interno, previa declaración del estado de sitio por el presidente de la República. Desde 2024, el decreto 1112/24 contempla las «nuevas amenazas» permitiendo el accionar contra amenazas de naturaleza no-estatal y adiciona como misión subsidiaria la protección de objetivos de valor estratégico.
Los Estados Mayores Generales las tres FF. AA. sólo se dedican al adiestramiento, alistamiento y sostenimiento de los medios. Así, el empleo de esos medios en tiempos de paz queda asignado al Estado Mayor Conjunto (EMCO) y las operaciones militares en tiempos de paz quedan asignadas al Comando de Operaciones Conjuntas en la órbita del EMCO, el que cumple con la vigilancia y control de los espacios terrestres, marítimos y aeroespaciales de la Nación.
La defensa aérea en tiempos de paz contra tránsitos aéreos irregulares (TAI) es llevada a cabo por el Comando Conjunto Aeroespacial (COCAES) por medio de interceptación de esas aeronaves civiles, cumpliendo las recomendaciones impartidas por la OACI.
Las FF. AA. han reducido su tamaño desde el fin del servicio militar obligatorio (SMO) en 1994 y los recortes de gastos ejecutados desde los años 80 y con más acento desde 2004. Así el presupuesto de defensa de la Argentina sufrió una notable baja representando en promedio sólo entre el 0,7 y 0,9 % del PBI, y llegando incluso a bajar al 0,4 % en 2022 (piso histórico). El FONDEF (fondo nacional para la defensa) aprobado en 2020 permite una asignación extra para asignar más dinero.
La Argentina mantiene vínculos en materia de defensa con Brasil y Chile con acuerdos y mecanismos de cooperación. También es aliado importante extra-OTAN (MNNA), nombrado por Bill Clinton en 1998. Permance el embargo de armas impuesto por el Reino Unido desde 1982.
Desde 1980 se autorizó progresivamente la incorporación de mujeres a las Fuerzas Armadas y desde 2005 se implementó una política de género. El porcentaje de mujeres en las fuerzas armadas pasó del 7,6 %, en 2006, al 16,8 % en 2017. En 2015 las tres fuerzas sumaban 77 000 efectivos aproximadamente. En 2018, el número de efectivos informados alcanzó a algo más de 83 000.

## Historia
Las Fuerzas Armadas nacieron con la Revolución en mayo de 1810. El Ejército creado el 29 de mayo de 1810 fue organizado por la Primera Junta para luchar contra el Imperio español. Así las fuerzas terrestres constituyeron el Ejército del Norte y el Ejército de los Andes. Ambos cuerpos desaparecieron sustraídos por las guerras civiles. Después de la batalla de Caseros y la Organización Nacional la República levantó de nuevo el Ejército. También la Armada dio su primer paso con la adhesión de la cañonera Vizcaína (rebautizada América) el 25 de mayo de 1810 como primera nave de la Patria.
La Fuerza Aérea (en sus inicios Aeronáutica) nació como fuerza independiente el 4 de enero de 1945 con la creación de la Secretaría de Aeronáutica. Es la más joven fuerza armada. Su origen se halla en la Escuela de Aviación Militar creada el 10 de agosto de 1912 como parte del Ejército.
Después de 1983 la normativa estableció la diferencia entre defensa nacional y seguridad interior con la ley de defensa de 1988 y la ley de seguridad interior de 1991. La misión principal es el rechazo de agresiones militares de origen externo. Como misiones subsidiarias la intervención en operaciones de seguridad con elementos de apoyo de combate (ingenieros, comunicaciones, etc.), la participación en operaciones de mantenimiento de la paz, el apoyo a la comunidad, y el apoyo a la presencia en la Antártida.
La presencia argentina en la Antártida es ininterrumpida desde 1904 con una pequeña estación naval. Las Fuerzas Armadas cumplen con el abastecimiento y relevo de dotaciones, y el apoyo logístico y de transporte.
La participación en misiones de mantenimiento de la paz bajo mandato de ONU iniciada en 1958 con sucesivas participaciones. La política continúa en la actualidad con ocho misiones en activo. El CAECOPAZ creado en Campo de Mayo en 1995 ha formado más de cuarenta mil efectivos civiles y militares. Con la Guerra del Golfo las misiones con mayor personal tomaron un mayor impulso, destacando las misiones en Irak y Kuwait, en Chipre, Haití y la ex Yugoslavia, con participación de tropas de las tres Fuerzas Armadas.
Las Fuerzas Armadas intervinieron en la política nacional con especial gravitación, llevando adelante entre 1930 y 1976 seis golpes exitosos que levantaron gobiernos de facto con colaboración civil. En el marco de la Guerra Fría la tragedia culminó en el autodenominado Proceso de Reorganización Nacional, con delitos contra los derechos humanos en el terrorismo de Estado (1974-1983). Después de esta dura etapa las Fuerzas Armadas abandonaron definitivamente la conducción política. Así el componente militar se situó en subordinación al gobierno constitucional. El último alzamiento hecho por un reducido número de oficiales el 3 de diciembre de 1990 puso fin a toda turbulencia.
Así en el siglo pasado el conflicto armado más importante que enfrentó el instrumento militar fue la guerra del Atlántico Sur (1982), luchando contra el Reino Unido por la soberanía de las islas Malvinas, Georgias del Sur y Sandwich del Sur y los espacios marítimo circundantes. La mayor guerra desde la Triple Alianza. Desde entonces la política de defensa de la Argentina incluye a estos archipiélagos.

## Organización

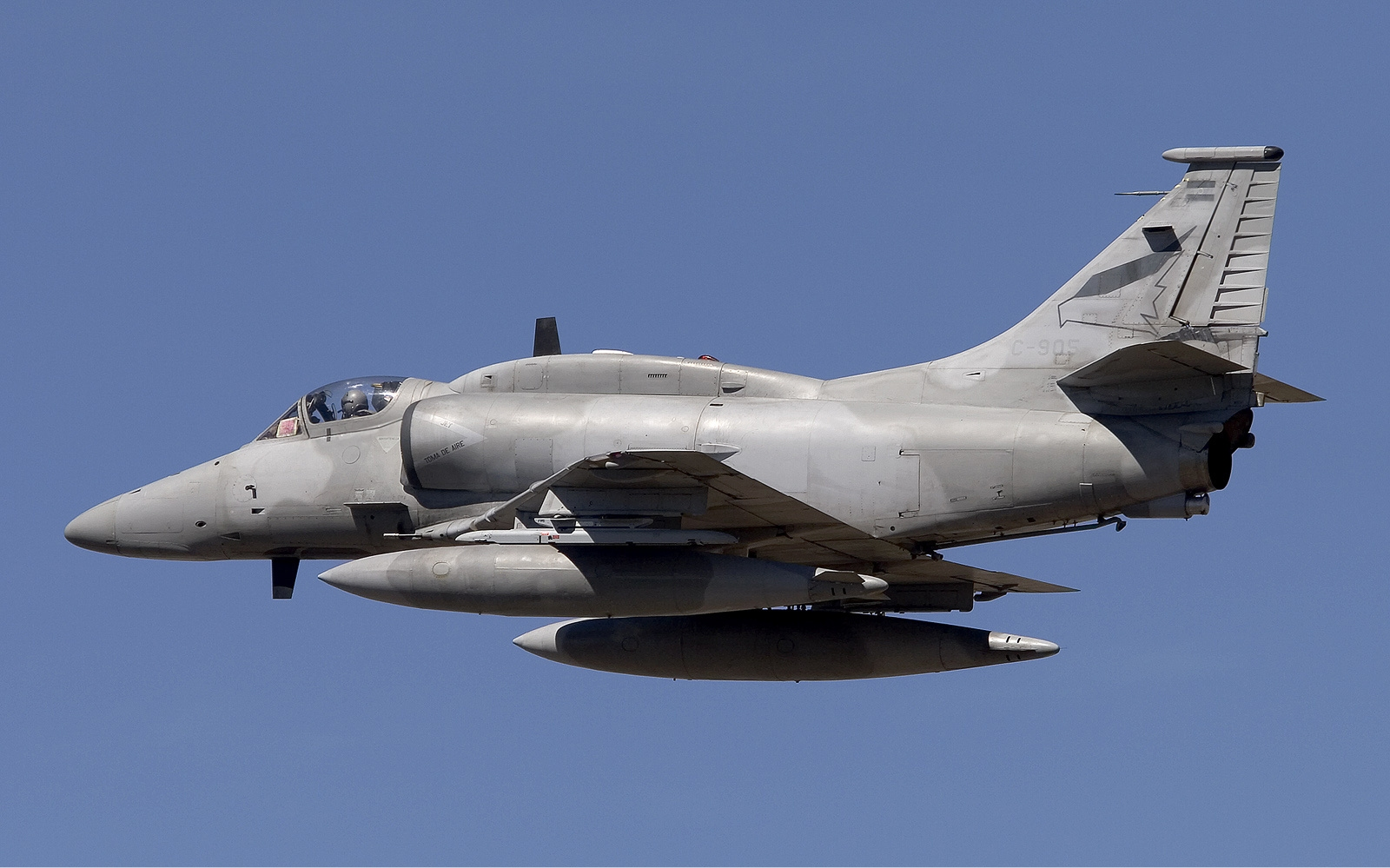
Cazabombardero McDonnell Douglas A-4AR «Fightinghawk», adquirido en 1995.

### Estructura de conducción superior de las Fuerzas Armadas
El presidente de la Nación Argentina es el comandante en jefe de las Fuerzas Armadas de la Nación. Bajo su órbita depende el ministro de Defensa (MINDEF), asegurando el gobierno civil y político de la defensa. El Estado Mayor Conjunto (EMCO) ejerce control funcional sobre los Estados Mayores Generales y control operacional sobre los medios militares en tiempos de paz, a través del Comando de Operaciones Conjuntas, que conduce las operaciones militares.

### Comandantes
| Comandante                                                     | Nombre                                              |
| -------------------------------------------------------------- | --------------------------------------------------- |
| Comandante en jefe de las Fuerzas Armadas                      | Presidente Javier Milei                             |
| Ministro de Defensa                                            | Ministro Luis Petri                                 |
| Jefe del Estado Mayor General del Ejército                     | General de división Carlos Alberto Presti           |
| Subjefe del Estado Mayor General del Ejército                  | General de brigada Carlos Alberto Carugno           |
| Comandante de Adiestramiento y Alistamiento del Ejército       | General de brigada Oscar Antonio Zarich             |
| Jefe del Estado Mayor General de la Armada                     | Vicealmirante Carlos María Allievi                  |
| Subjefe del Estado Mayor General de la Armada                  | Vicealmirante Marcelo Ricardo Flamini               |
| Comandante de Adiestramiento y Alistamiento de la Armada       | Contraalmirante Juan Carlos Coré                    |
| Jefe del Estado Mayor General de la Fuerza Aérea               | Brigadier mayor Gustavo Javier Valverde (designado) |
| Subjefe del Estado Mayor General de la Fuerza Aérea            | Brigadier mayor Néstor Guajardo                     |
| Comandante de Adiestramiento y Alistamiento de la Fuerza Aérea | Brigadier mayor Diego García                        |
| Jefe del Estado Mayor Conjunto                                 | Brigadier general Xavier Julián Isaac               |
| Subjefe del Estado Mayor Conjunto                              | Vicealmirante Marcelo Alejandro Dalle Nogare        |
| Comandante operacional                                         | General de brigada Cristián Pablo Pafundi           |

## Componentes

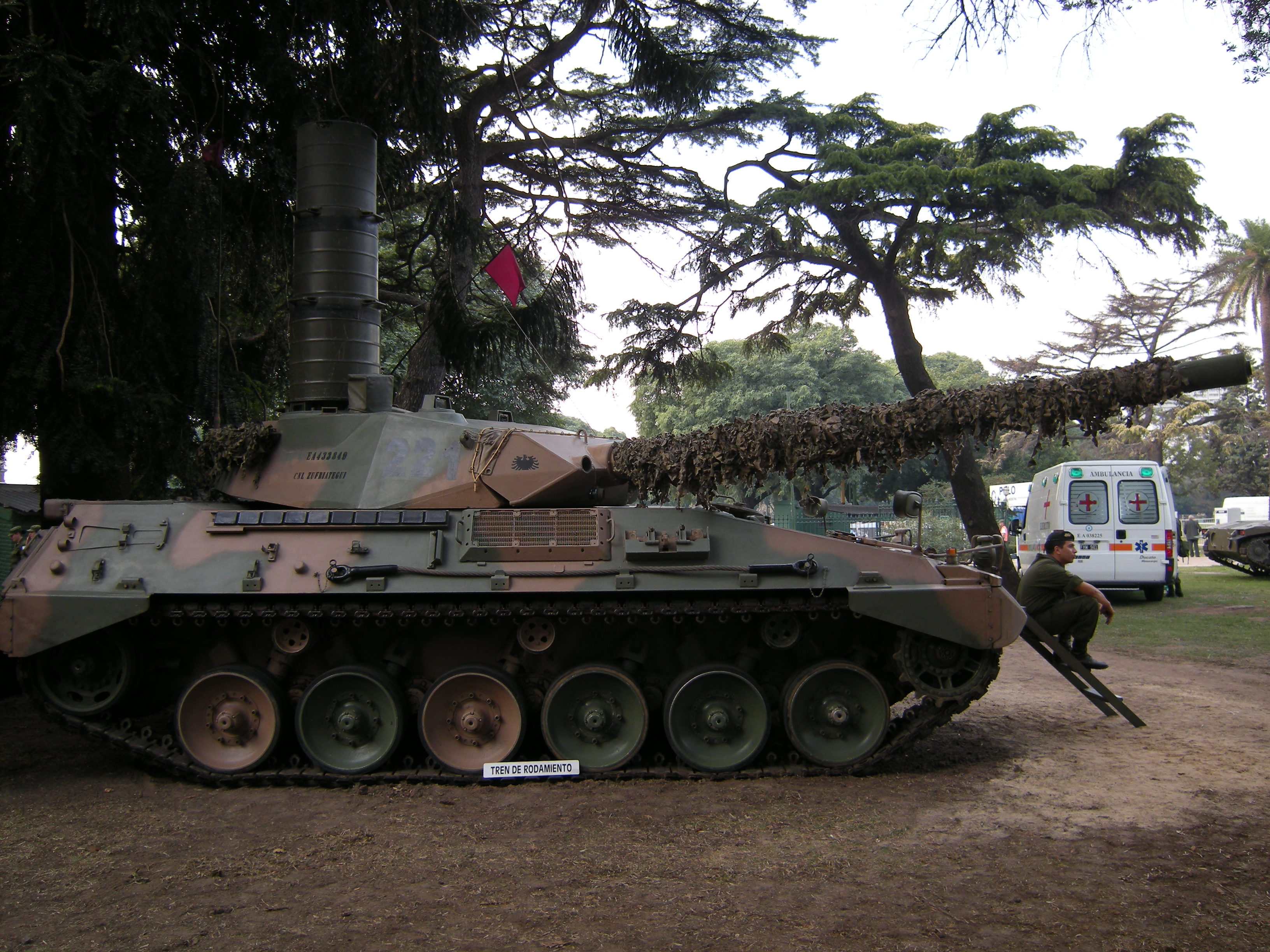
El TAM, tanque medio de fabricación nacional con tecnología alemana, desarrollado entre 1974 y 1981

Las FF. AA. son exclusivamente el Ejército (EA), la Armada (ARA) y la Fuerza Aérea (FAA). La ley de defensa contempla el empleo en tiempos de guerra de elementos de la Gendarmería (GNA) y la Prefectura (PNA).
La defensa se rige también por la ley de reestructuración de las FF. AA. de 1998 y la ley de inteligencia nacional de 2001, consolidando la diferenciación conceptual entre defensa exterior y seguridad interior establecida. El decreto 727/06 restringía el accionar militar contra agresiones producidas por las fuerzas armadas de un Estado dejando fuera las así llamadas «nuevas amenazas». Así, el Decreto 1112/24 lo modifica en este punto permitiendo la defensa contra amenazas de naturaleza no-estatal.
Las FF. AA. tienen la misión de proteger los intereses vitales de la Nación: la soberanía, la independencia, integridad territorial y capacidad de autodeterminación; y proteger la vida y libertad de los habitantes.

### Ejército
El Ejército, fundado en 1810, es la fuerza terrestre con la misión de garantizar los intereses vitales de la Nación en el espacio terrestre, con despliegue en todo el territorio argentino. La guarnición militar de Tolhuin, instalada en la provincia de Tierra del Fuego, Antártida e Islas del Atlántico Sur en 2022, extiende ese despliegue al territorio más austral. Cuenta con 55 000 efectivos.
- 1.ª División de Ejército, Curuzú Cuatiá.
- 2.ª División de Ejército, Córdoba.
- 3.ª División de Ejército, Bahía Blanca.
- Fuerza de Despliegue Rápido, Campo de Mayo.

### Armada
La Armada, fundada en 1810, es la fuerza naval, con la misión de garantizar los intereses vitales de la Nación en el espacio marítimo y fluvial. Tiene dos tipos de organizaciones: comandos de fuerza con las unidades y medios, y las áreas navales para apoyo logístico. Cuenta con dieciocho mil efectivos.
- Flota de Mar.
- Fuerza de Submarinos.
- Aviación Naval.
- Infantería de Marina.
- Área Naval Atlántica.
- Área Naval Fluvial.
- Área Naval Austral.
- Base Naval Puerto Belgrano.
- Base Naval Mar del Plata.
- Base Naval Ushuaia.

### Fuerza Aérea
La Fuerza Aérea, fundada en 1945, tiene la misión de garantizar los intereses vitales de la Nación en el espacio aéreo y espacial. Tiene medios de combate, de apoyo al combate y apoyo operativo. Cuenta con quince mil efectivos.
- I Brigada Aérea, El Palomar.
- II Brigada Aérea, Paraná.
- III Brigada Aérea, Reconquista.
- IV Brigada Aérea, El Plumerillo.
- V Brigada Aérea, Villa Reynolds.
- VI Brigada Aérea, Tandil.
- VII Brigada Aérea, Moreno.
- IX Brigada Aérea, Comodoro Rivadavia.
- X Brigada Aérea, Río Gallegos.

## Formación

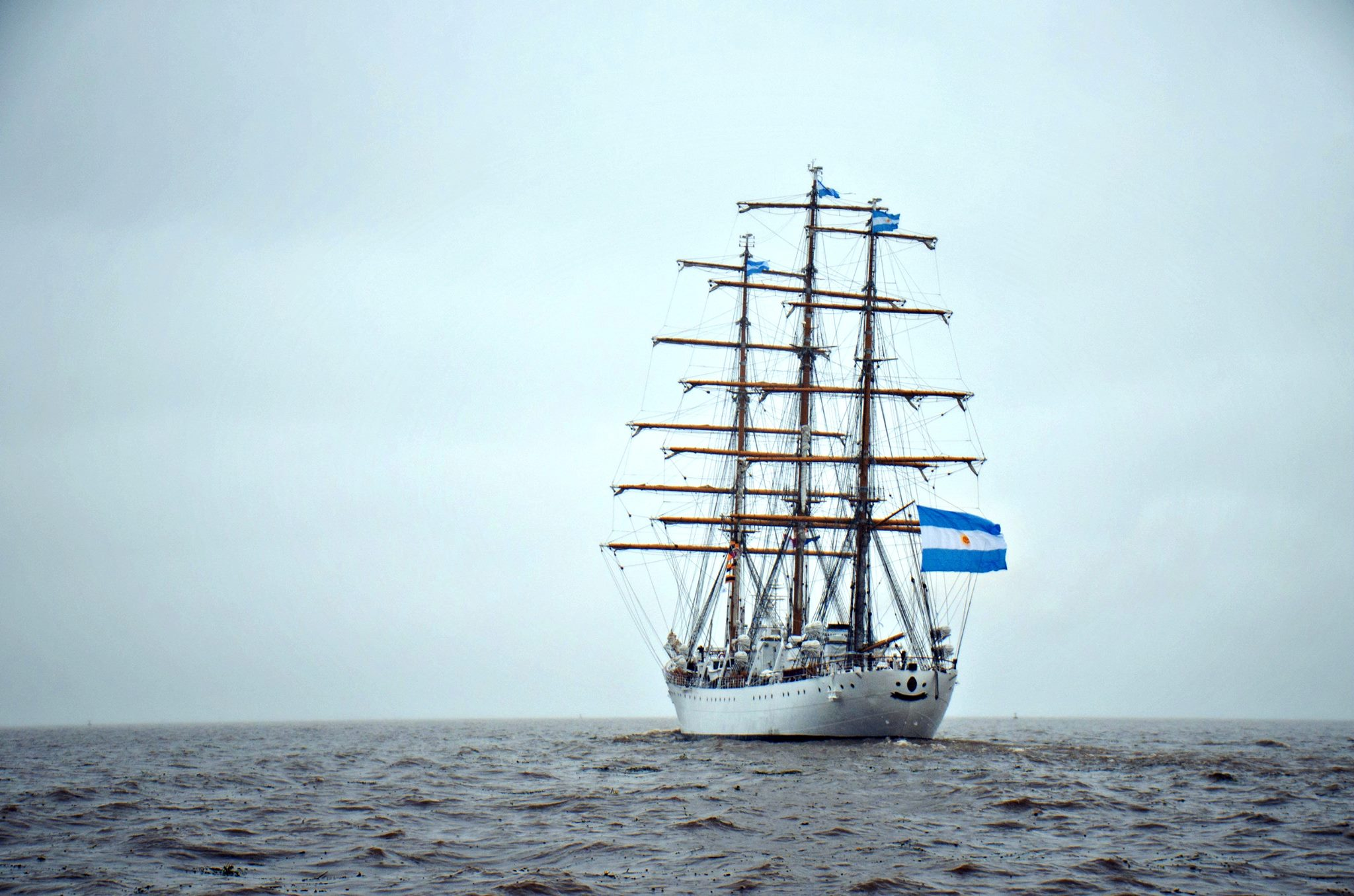
Buque escuela ARA Libertad.

El personal de oficiales es formado en el Colegio Militar de la Nación (CMN), la Escuela Naval Militar (ESMN) y la Escuela de Aviación Militar (EAM). El personal de suboficiales es formado en la Escuela de Suboficiales del Ejército «Sargento Cabral» (ESESC), la Escuela de Suboficiales de la Armada (ESSA), la Escuela de Suboficiales de la Fuerza Aérea Córdoba (ESFAC) y la Escuela de Suboficiales de la Fuerza Aérea Ezeiza (ESFAE).
Todos los institutos militares están en la órbita de la Universidad de la Defensa Nacional (UNDEF), fundada en 2014 con la reestructuración de los institutos universitarios de las FF. AA. y la creación de la Escuela Superior de Guerra Conjunta (ESGC).
En 2006 fue creado el Centro Educativo de las FF. AA., concentrando las escuelas de guerra en las instalaciones de la Escuela Superior de Guerra (ESG).
Las FF. AA. también poseen liceos militares cuyos egresados son oficiales de reserva.

## El servicio militar
La Argentina puso fin al servicio militar obligatorio (SMO) en 1994 reemplazándolo con un servicio militar voluntario (SMV) desde 1995 en adelante, permitiendo una mayor profesionalización. Más de 20 000 voluntarios integran las FF. AA. (datos de 2023).
En supuestos excepcionales donde es imprescindible, puede volver a ser obligatorio por el período máximo de un (1) año, previa ley del Congreso.
El SMO instaurado en 1901 por el ministro de Guerra, teniente general Pablo Riccheri, fue un instrumento con doble finalidad: para ser fuente de reclutamiento con la reforma del Ejército impulsada en esos años, y para la integración de todos los argentinos, neutralizando los efectos de la gran inmigración y la aguda conflictividad social de esos días. Con paso de las décadas, el autoritarismo y los castigos llevaron a su abolición en 1994, después de la muerte de Omar Carrasco.

## Presupuesto
Las FF. AA. han reducido su tamaño desde el fin del servicio militar obligatorio (SMO) en 1994 y los recortes de gastos ejecutados desde los años 80 y con más acento desde 2004. Así, el presupuesto de defensa de la Argentina sufrió una notable baja representando en promedio sólo entre el 0,7 y 0,9 % del PBI, y llegando incluso a bajar al 0,4 % en 2022 (piso histórico). El FONDEF (fondo nacional para la defensa) aprobado por el Congreso el 1 de octubre de 2020 permite una asignación extra para asignar más dinero.

### Modernización

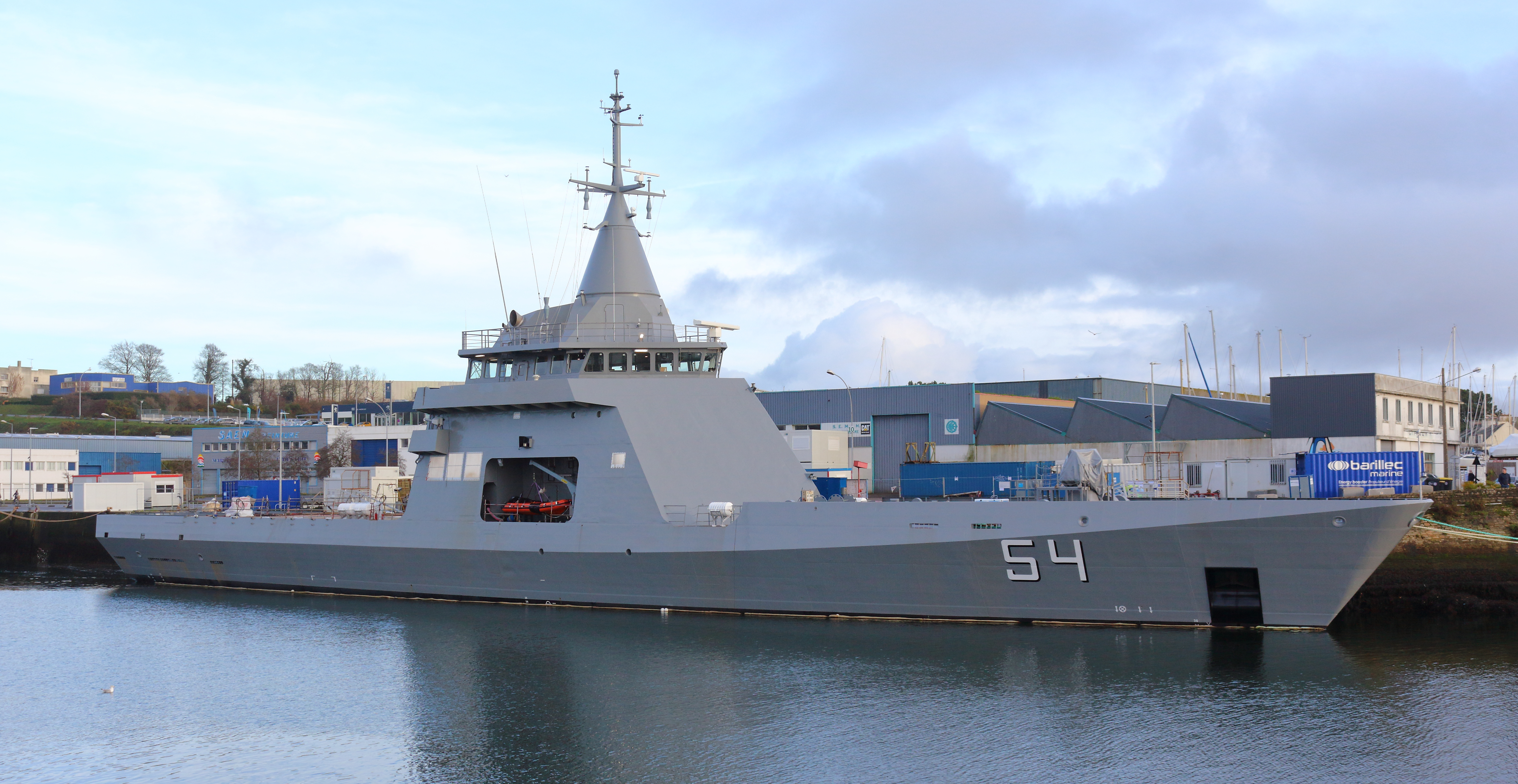
Patrullero ARA «CL Cordero» en Concarneau (Francia) antes de partir en 2021.

La Fuerza Aérea incorpora el sistema de armas F-16 MLU tape 6.5, tras acuerdo firmado en Skrydstrup el 16 de abril de 2024 por 24 aeronaves (16 F-16AM + 8 F-16BM) de la RDAF, bajo el programa «Peace Condor». Ese lote de F-16 será la dotación del Grupo 6 de Caza (G6C) en la VI Brigada Aérea con asiento en Tandil. La primera escuadrilla de seis aviones arribará a la Argentina a fines de 2025.
La Armada se hizo con cuatro patrulleras OPV-87, compradas a la firma Naval Group de Francia el 22 de junio de 2018. Fue entregada la primera unidad en 2019, y las tres restantes construidas y entregadas en 2020, 2021 y 2022. La adquisición fue realizada para relevar los viejos avisos así como las corbetas A69 y MEKO 140 de los operativos de control de pesca, búsqueda y rescate, entre otras tareas.

### Reservas

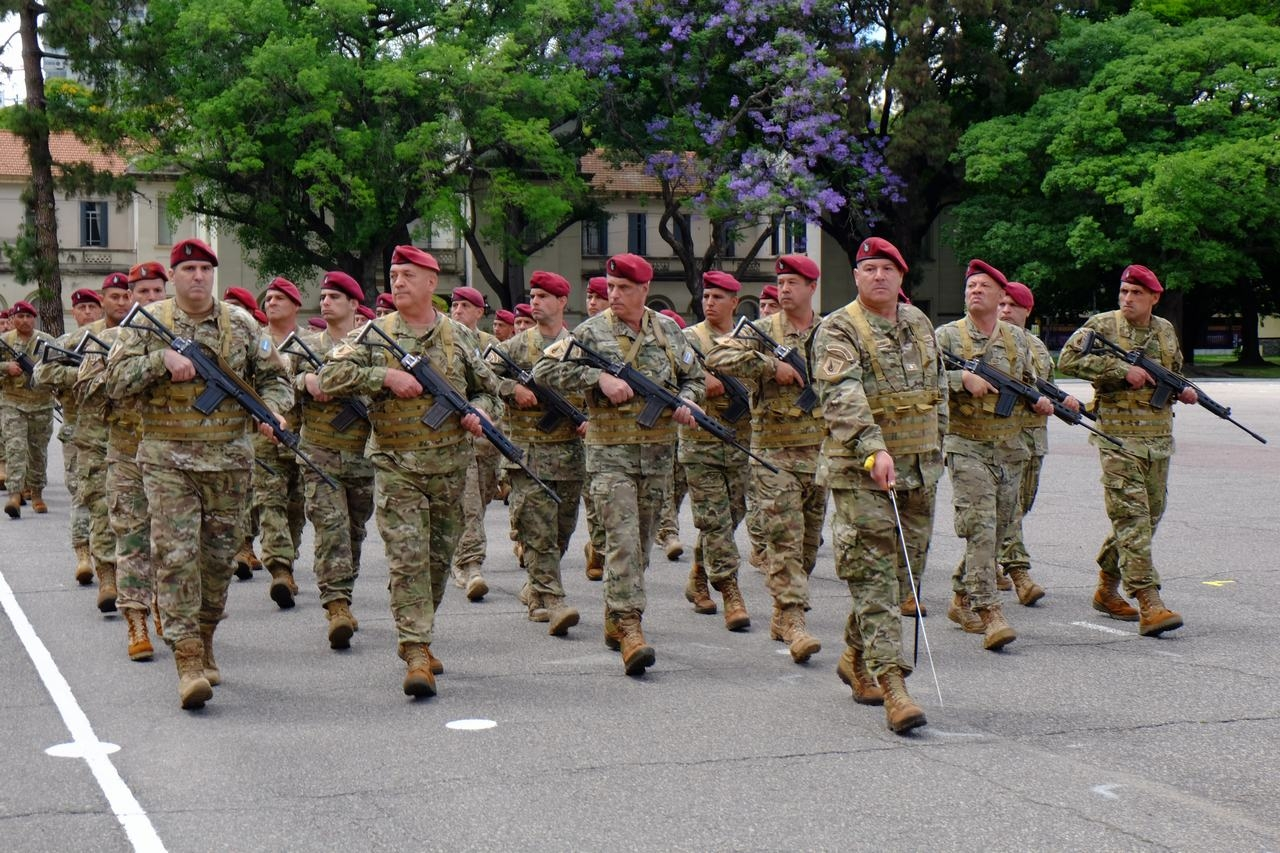
Reservistas del Ejército Argentino.

La Reserva constituye aquella organización que en caso de necesidad sirve para completar al personal del cuadro permanente de las FF. AA. Así, la Reserva fuera de servicio se halla constituida por los militares en situación de retiro y por aquellos ciudadanos que con instrucción militar conservan su aptitud de servicio, lo que incluye a los egresados de liceos militares y de los cursos CUFOR (curso de oficial de reserva), y a los soldados que pasaron por el servicio militar voluntario (SMV).
El personal de la Reserva fuera de servicio no posee estado militar y sólo lo tiene al hallarse incorporado.

## Personal Civil
Por decretos del presidente Néstor Kirchner, se le ha otorgado al personal civil de las Fuerzas Armadas, la calidad y derechos de los empleados de la Administración Pública Nacional bajo un Convenio Colectivo de Trabajo (Decreto 214/06). A través del mismo, se reglamenta el paso del personal civil al ámbito de la administración pública: por ejemplo, se le otorga el mismo Régimen de Licencias, Justificaciones y Franquicias (Decreto 3413/79), así como también se preveía la reestructuración en el plan de carrera, aprobada recién en el año 2015 pero sin ser puesta en función todavía, por lo que continúa en vigencia el RLA 11 (Estatuto para el Personal Civil de la Fuerza Aérea Argentina - Ley 20239). El Personal Militar cuenta con mando sobre los civiles en cuestiones netamente del servicio en el que se hallen destinado y en las funciones inherentes a la tarea que desarrollan.

## La mujer en las Fuerzas Armadas

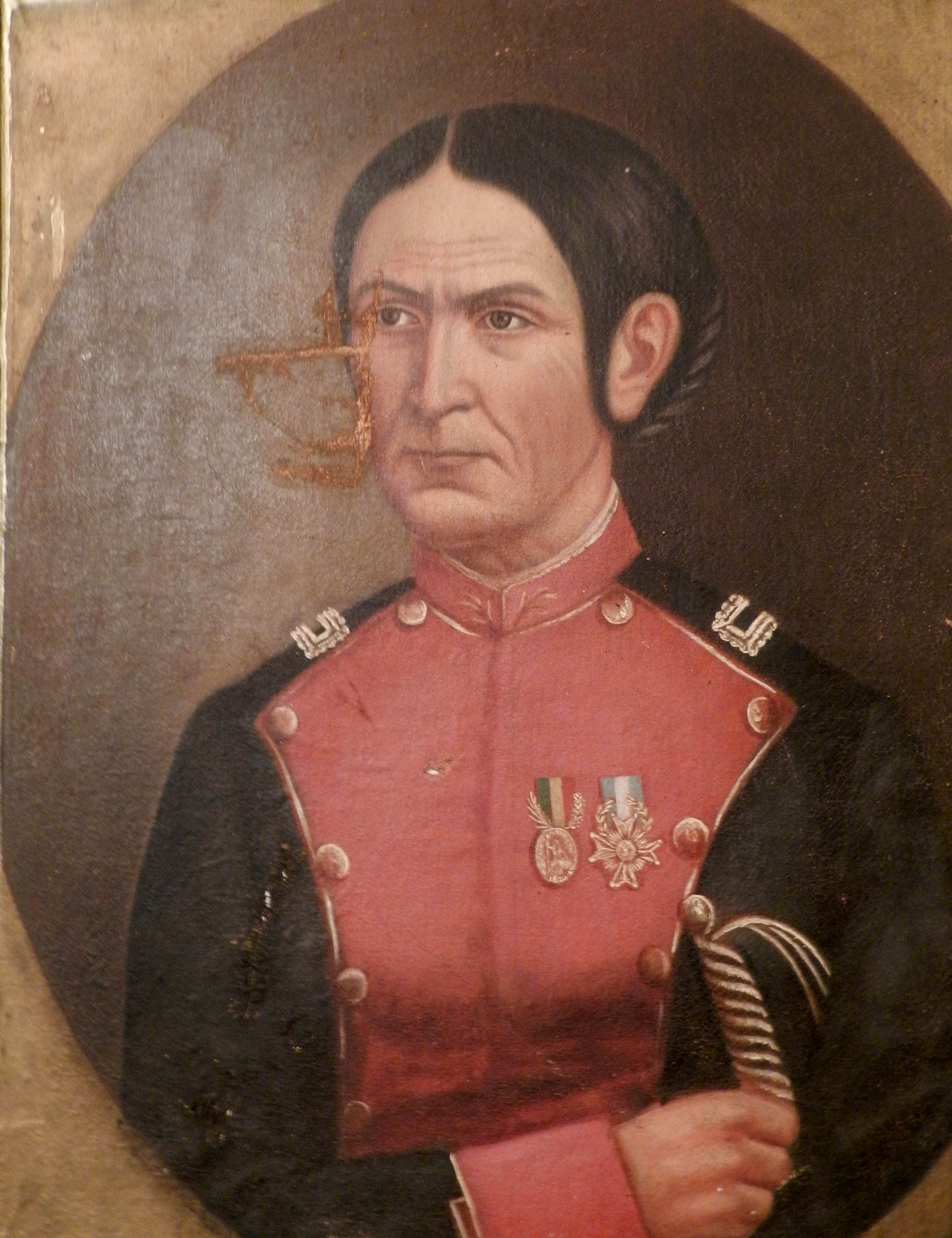
La general post mortem Juana Azurduy, heroína histórica del Ejército Argentino en las guerras de independencia.

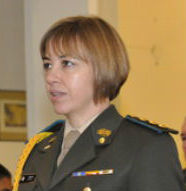
La general María Isabel Pansa, en 2015 se convirtió en la primera mujer en alcanzar ese grado en vida.

Pese a que el Ejército Argentino contó en su historia con la presencia de mujeres en sus filas, que incluso resultaron combatientes heroicas, como la general —post mortem— Juana Azurduy, la organización del país adoptó una estructura patriarcal que marginó a las mujeres de gran parte de las actividades de la vida pública, incluyendo la prohibición de votar y ser votadas —derogada en 1947— y la incapacidad civil —derogada en 1968—. Las Fuerzas Armadas fueron un caso extremo de organización patriarcal, excluyendo por completo a las mujeres hasta la penúltima década del siglo XX.
El ingreso de mujeres a las Fuerzas Armadas Argentinas se inició en 1980, en la Armada y la Fuerza Aérea, y en 1981, en el Ejército, pero recién a partir de 1996 se permitió su ingreso a los Cuerpos Comando, es decir de las unidades de combate.
En 2010 el Ejército ya registraba un total de 4974 mujeres, equivalentes al 11,15 % del total, contando los institutos de formación, pero ese porcentaje se reducía a un 2 % de los oficiales y suboficiales del Cuerpo Comando, debido a la prohibición existente en ese momento de que las mujeres ingresaran a las armas de Infantería y Caballería. Ese año la Armada registraba un total de 1799 mujeres, equivalentes al 8,5 % del total, contando los institutos de formación, pero ese porcentaje se reducía a un 2 % de los oficiales del Cuerpo Comando. La Fuerza Aérea por su parte, registraba un total de 2562 mujeres, equivalentes al 17 % del total, contando los institutos de formación, resultando un porcentaje considerablemente más alto que las otras dos fuerzas, aunque ese porcentaje se reducía al 0,76 % de los oficiales del Cuerpo Comando, el más bajo de las tres fuerzas.
Hacia ese año las mujeres no participaban en las juntas de clasificación del Ejército, ni de la Fuerza Aérea. En la Armada, las mujeres participaban en las juntas de calificación para suboficiales, pero no participaban en las juntas para oficiales.
Con respecto a las funciones asignadas a las mujeres, una gran parte estaban influenciadas por estereotipos de género, siendo el área Enfermería el que tenía mayor presencia femenina en 2017, con porcentajes que variaban de un 56 % a un 92 %, según la fuerza.
En 2006 la ministra de Defensa Nilda Garré creó el Observatorio sobre la Integración de la Mujer en las Fuerzas Armadas y en 2007 creó el Consejo de Políticas de Género, institución única en el mundo debido al hecho de la incorporación al mismo de las mujeres militares. También se crearon Oficinas de Género en las unidades militares, se derogaron las normas que prohibían el ingreso y permanencia en el Colegio Militar de las alumnas que quedaran embarazadas, así como militares varones que reconocieran su paternidad y la obligación de solicitar autorización al superior para casarse.
En 2011 la presidenta Cristina Fernández de Kirchner se quejó públicamente por el hecho de que el Ejército no permitiera el ingreso de mujeres a las armas de Infantería y Caballería, orientadas al combate cercano. Finalmente dos años después, el Ejército eliminó por la Resolución N.º 1143/2013 la prohibición de que las mujeres ingresaran a las armas de Infantería y Caballería, razón por la cual seis mujeres ingresaron al arma de Caballería y cinco al arma de Infantería. En 2016 cuatro mujeres se constituyeron en las primeras en egresar del Colegio Militar como oficiales de dichas armas.
En 2009 la fallecida militar y heroína de la lucha por la Independencia Juana Azurduy fue ascendida post mortem a general, convirtiéndose así en la primera mujer en alcanzar ese grado en el Ejército Argentino. En 2015 la coronel María Isabel Pansa fue ascendida a general de brigada, convirtiéndose en la primera mujer en alcanzar ese grado en vida. También en 2015 María Inés Uriarte fue ascendida a contraalmirante, convirtiéndose en la primera mujer en alcanzar ese grado. A diferencia de las otras dos armas, hasta 2017 ninguna mujer había ascendido en la Fuerza Aérea al grado de brigadier, equivalente a los de contralmirante y general de brigada.
En 2017 el Ejército tenía 3352 mujeres, sin contar los institutos de formación, equivalentes al 11,8 % del personal total, un porcentaje considerablemente menor al de las fuerzas armadas en conjunto, que para ese año fue del 16,8 %. Ese año la Fuerza Aérea tenía 3482 mujeres, sin contar los institutos de formación, equivalente a un 25 % del total de la fuerza. La Armada por su parte tenía 3440 mujeres, de las cuales 3161 era suboficiales (19,05 %), 279 eran oficiales del Cuerpo Profesional (24,03 %) y 100 eran oficiales del Cuerpo Comando (6,95 %).

## Cultura

### Religión
El Obispado Castrense de Argentina asiste espiritualmente a los militares de las Fuerzas Armadas Argentinas.

### Efemérides del Ejército
La patrona del Ejército Argentino es la Virgen de la Merced. Cada 29 de mayo se celebra el Día del Ejército conmemorando la orden de la Primera Junta de crear una fuerza militar permanente.
Efemérides del Ejército:
- Día del Arma de Infantería: el 13 de septiembre los infantes del Ejército rinden homenaje a su protectora, la Inmaculada Concepción.[77]
- Día del Arma de Caballería: El 23 de abril se celebra el día de esta arma y de su patrono San Jorge.[78]
- Día del Arma de Artillería: 4 de diciembre.[79]
- Día del Arma de Ingenieros: El 31 de julio[77] se celebra el día de esta arma y de su patrono San Ignacio de Loyola.
- Día del Arma de Comunicaciones: 29 de septiembre.[77]

### Efemérides de la Armada
La patrona de la Armada de la República Argentina es Stella Maris. Cada 17 de mayo se celebra el Día de la Armada recordando la victoria en el combate naval del Buceo.
Efemérides de la fuerza naval:
- Día de la Armada: el 17 de mayo la Armada celebra su día conmemorando el combate naval del Buceo, durante la guerra de la Independencia Argentina.[82]
- Día de la Flota de Mar: el 1 de diciembre de 1878 la expedición Py afianzó la soberanía argentina en la Patagonia.[83]
- Día de la Aviación Naval: el 4 de mayo de 1982 y en la guerra de las Malvinas, la Fuerza de Tareas 80 dañó letalmente al destructor HMS Sheffield de la Marina Real británica.[84]

### Efemérides de la Fuerza Aérea
La patrona de la Fuerza Aérea Argentina es la Virgen de Loreto. Cada 10 de agosto se celebra el Día de la Fuerza Aérea Argentina conmemorando la creación de la Escuela de Aviación Militar en el año 1912.
Del mismo modo, cada 1 de mayo se recuerda el bautismo de fuego de la Fuerza Aérea Argentina en la guerra de las Malvinas.